# Північна Корея на зимових Олімпійських іграх 2018
Північна Корея на зимових Олімпійських іграх 2018, які проходили з 9 по 25 лютого в Пхьончхані (Південна Корея), була представлена 2 спортсменами в 1 виді спорту.

## Спортсмени
| Вид спорту      | Чоловіки | Жінки | Всього |
| --------------- | -------- | ----- | ------ |
| Фігурне катання | 1        | 1     | 2      |
| Всього          | 1        | 1     | 2      |